# Pont tournant de Reedham
Le pont tournant de Reedham (en anglais : Reedham Swing Bridge) est un pont tournant ferroviaire anglais du réseau Wherry Lines. Il est situé à Reedham, dans le comté de Norfolk.

## Situation ferroviaire
Le pont tournant de Reedham permet le passage de la ligne de chemin de fer Wherry, entre Norwich et Lowestoft, de l'autre côté de la rivière Yare, près de la gare de Reedham.

## Histoire
Le pont à voie unique original a été commandé par Sir Samuel Morton Peto dans les années 1840 pour permettre le passage de bateaux trop hauts pour passer sous les ponts conventionnels. Le pont actuel date de 1903 avant le doublement de la voie,.
Le pont est exploité à partir du poste d'aiguillage de Reedham Swing Bridge de 1904. Au cours d'une année type, il est ouvert 1 300 fois.